# Blok Lewicy
Blok Lewicy (port. Bloco de Esquerda, BE), nazwa czasem tłumaczona jako Blok Lewicowy – portugalska skrajnie lewicowa partia polityczna, założona w 1999. Blok powstał pierwotnie jako koalicja lewicowych ugrupowań: Ludowej Unii Demokratycznej (UDP), Rewolucyjnej Partii Socjalistycznej i Politica XXI (PXXI). Od tego czasu partia zunifikowała się wewnętrznie, ale poszczególne grupy wewnątrz niej zachowały swoją odrębność i pewien poziom autonomii.
W wyborach parlamentarnych w 1999 roku Blok osiągnął 2%, w wyborach w 2002 r. poparcie wzrosło do 3%, a w 2005 do 6,5%, co dało 8 deputowanych w parlamencie. BE ma także troje przedstawicieli w Parlamencie Europejskim i wielu we władzach samorządowych. Blok jest więc piątą partią polityczną Portugalii. BE jest członkiem Europejskiej Lewicy Antykapitalistycznej i Partii Europejskiej Lewicy. Kandydat Bloku, Francisco Louçã, uzyskał 288 224 głosy (5,31%) w wyborach prezydenckich w 2006 roku.
Główne poparcie dla niej pochodzi z uczelni wyższych i związków zawodowych. Z tej perspektywy Blok postrzegany jest jako alternatywna lewica względem starszej Portugalskiej Partii Komunistycznej i znajdującej się na bardziej centrowej pozycji Partii Socjalistycznej.
Połowa z deputowanych BE to kobiety – jest to największy ich odsetek spośród wszystkich ugrupowań znajdujących się w portugalskim parlamencie.
W 2011 roku Blok Lewicy opuściła trockistowska organizacja Zerwanie/Rewolucyjny Front Lewicy, która uczestniczyła w bloku od początku jego powstania.

## Poparcie
| Wybory | Poparcie | Zmiana punktów procentowych | Mandaty (Zgromadzenie Narodowe) | Zmiana |
| ------ | -------- | --------------------------- | ------------------------------- | ------ |
| 1999   | 2,46%    | -                           | 2                               | -      |
| 2002   | 2,81%    | 0,35                        | 3                               | 1      |
| 2005   | 6,54%    | 3,73                        | 8                               | 5      |
| 2009   | 10,17%   | 3,63                        | 16                              | 8      |
| 2011   | 5,17%    | 4,64                        | 8                               | 8      |
| 2015   | 10,19%   | 5,02                        | 19                              | 11     |
| 2019   | 9,52%    | 0,67                        | 19                              | -      |
| 2022   | 4,40%    | 5,12                        | 5                               | 14     |
| 2024   | 4,36%    | 0,04                        | 5                               | -      |